# Josip Sliskovic
Josef Sliskovic (* als Josip Slišković am 8. Dezember 1901 in Kroatien; † 26. Juni 1984) war ein Radiopionier in Österreich. Durch seine publikumswirksamen Vorträge erlangte er einen hohen Bekanntheitsgrad, 1949 führte er erstmals in Österreich einen Transistor vor.

## Biographie
Sliskovic studierte am humanistischen Gymnasium in Mostar und zehn Semester an der Technischen Hochschule in Wien. Noch als Student baute er 1924/25 für die österreichische Firma TESIG den ersten 10-Röhren-Superhet für alle Wellenlängen. 1926 begann er mit der Miniaturisierung.
1927 wurde er von Kapsch & Söhne engagiert, wo er nach kurzer Zeit Leiter der Radio- und Verstärkerabteilung wurde. Die erste Radiokonstruktion bei Kapsch war ein 4-Lampen-Radiogerät namens Polydyne, die 607 Schilling kostete. 1929 baute er die erste Fernseh-Versuchsanlage mit den üblichen 30 Zeilen und 1200 Bildpunkten, die 1930 auf der Wiener Frühjahrsmesse präsentiert wurde. Sie steht heute im Technischen Museum in Wien. Bis 1931/32 konstruierte er mit dem Pionier-L erstmals ein Radiogerät mit eingebautem Lautsprecher.
Während des Zweiten Weltkriegs war er für die Wartung von Radio- und Funkausrüstungen in Wien verantwortlich, u. a. in der Residenz des Gauleiters und Reichsstatthalters Baldur von Schirach.
Nach Kriegsende war Sliskovic wieder für die Kapsch Gruppe tätig und baute den ersten europäischen netzbetriebenen Kleinempfänger „Mucki“. Vorher war man auf Batterien angewiesen. 1949/50 baute er mit dem Kapsch Weekend 5, nach dem Vorbild der amerikanischen Personal-Radios, das erste echte Portable (nur 3 kg inkl. Batterien) am europäischen Kontinent. Auf seine Initiative wurden Flachzellen-Anodenbatterien hergestellt.
Ab 1948 warb Sliskovic für die gedruckte Schaltung.
Im Dezember 1949 führte er als erster in Österreich einen Transistor vor und entwickelte seither zahlreiche Schaltungen, u. a. in Zusammenarbeit mit Heinz Zemanek. Am 28. Jänner 1956 startete er aus Anlass der Freigabe von Transistoren für den Einzelverkauf eine Artikelfolge "Wissenswertes über Transistoren".
Ab 1955 wirkte er als technischer Konsulent für allgemeine Elektronik und arbeitete um 1958 mit in der 1951 gegründeten Kristallwerk Rainer KG (später HEA) in Graz. In seinen späteren Jahren befasste er sich noch mit der Modulation von Laserstrahlen sowie mit Lichtleitern.
Josef Sliskovic, seine Frau Nada und ihr Sohn Alexander sind bestattet am Baumgartner Friedhof (Gruppe 38, Nr. 91) in Wien.

## Werke
- An der Schwelle einer neuen Epoche; In Die Radiotechnik; 1947
- Geheimnisse der Radiowelle; Wien, Österreichischer Bundesverlag, 1947